# Charles Simon Catel
Charles Simon Catel (L'Aigle (Orne (departement), 10 juni 1773 - Parijs, 29 november 1830) was een Franse componist, muziekpedagoog, dirigent en professor in muziek.

## Levensloop
Al op 11-jarige leeftijd kwam hij naar Parijs en werd vanwege zijn muzikaal talent in de befaamde École Royale de Chant et de Déclamation opgenomen. Daar was hij leerling van Gobert en François-Joseph Gossec. In 1787 werd hij hulpleraar en muzikaal begeleider (accompagnist) aan de Parijse opera. In 1790 werd hij 2e dirigent van het Corps de musique de la Garde nationale de Parijs. In 1795 werd hij professor voor harmonieleer aan het pas opgerichte Conservatoire national supérieur de musique van Parijs. In 1810 werd hij beroepen tot inspecteur van het Conservatoire national supérieur de musique.
In 1814 besloot hij uitsluitend als freelance componist en muziektheoreticus te werken. Aan het Institute de France was hij van 1822 tot 1823 voorzitter van de Comission des Fonds et de la Commission Administrative Central.
Hij geldt algemeen naast zijn leraar François-Joseph Gossec als de initiator en stichter van de Musique des Gardiens de la Paix in Parijs en tegelijkertijd als belangrijke componist van de Franse revolutiemuzieken (marche, pas redoubles, hymnes ezv.) en werd in het wetenschappelijk onderzoek voor de blaasmuziek als een van de auteurs van de literatuur voor het symfonische blaasorkest gezien.

## Composities

### Werken voor harmonieorkest
- 1791 Marche en Fa
- 1791 Hymne à l’égalité
- 1792 De profundis
- 1792 Ode patriotique
- 1793 Ouverture in C
- 1793 L’Hymne sur la Reprise de Toulon voor mannenkoor en harmonieorkest - tekst: Marie Joseph Chénier
- 1794 Hymne à la victoire, sur la bataille de Fleurus voor koor en harmonieorkest - tekst: Lebrun
- 1794 La bataille de Fleurus voor koor en harmonieorkest - tekst: Lebrun
- 1794 Hymne à la Liberté voor koor en harmonieorkest - tekst: Theodore Désorgues
- 1795 Ode sur le Vaisseau Le Vengeur pour baritone et orchestre d'Harmonie - tekst Gilles Cachemaille en Ponce-Denis Écouchard-Lebrun
- 1799 Hymne à la souveraineté du peuple voor koor en harmonieorkest - tekst: V. Boisjoslin
- 1802 Sémiramis ouverture
- 1807 Chant triomphal
- Hymne a l'Être suprème - Text: Marie Joseph Chénier
- Hymne à la 10. Aout
- Chant du banquet républicain pour la fête de la victoire voor koor en harmonieorkest - tekst: Lebrun
- Première Marche militaire en Fa
- Deuxième Marche militaire en Fa
- Troisième Marche militaire en Fa
- Quattrième Marche militaire en Fa
- Ode patriotique voor koor en harmonieorkest - tekst: Charles Le Brun
- Ode à la Situation de la Republique avec "tyrannie décemvirale" voor koor en harmonieorkest - tekst: Marie Joseph Chénier
- Oriental Religious dance
  1. Kathak
  2. Augusta
  3. Ballet
- Ouverture en fa majeur
- Pas de manoeuvre
- Symphonie en Ut
- Symphonie militaire en Fa

### Muziektheater

#### Opera's
| Voltooid in | titel                                             | aktes   | première                                     | libretto                                                           |
| ----------- | ------------------------------------------------- | ------- | -------------------------------------------- | ------------------------------------------------------------------ |
| 1802        | Sémiramis                                         | 3 aktes | 4 mei 1802, Parijs, Grand Opéra Garnier      | Philippe Desriaux, naar Voltaire                                   |
| 1807        | Les Artistes par occasion                         | 1 akte  | 1807, Parijs, Opéra-Comique                  | Alexandre Duval                                                    |
| 1807        | L'Auberge de Bagnères                             | 3 aktes | 1807, Parijs, Opéra-Comique                  | C. Jalabert                                                        |
| 1810        | Les Bayadères (Les Bajadères)                     | 3 aktes | 8 augustus 1810, Parijs, Grand Opéra Garnier | Victor Joseph Étienne de Jouy, naar Voltaire                       |
| 1812        | Les Aubergistes de qualité                        | 3 aktes | 17 juni 1812, Parijs, Opéra-Comique          | Victor Joseph Etienne de Jouy                                      |
| 1814        | Bayard à Mézières                                 | 1 akte  | 1814, Parijs, Opéra-Comique                  | Alisvan de Chazet en Louis Emanuel Félicien Charles Mercier Dupaty |
| 1814        | Le Premier en date                                | 1 akte  | 1814, Parijs, Opéra-Comique                  | Marc Antoine Desaugiers en Pessey                                  |
| 1817        | Wallace ou Le Ménestrel écossais                  | 3 aktes | 1817, Parijs, Opéra-Comique                  | L. Ch. J. Fontanes de Saint-Marcellin                              |
| 1818        | Zirphile et Fleur de Myrte ou Cent Ans en un jour | 2 aktes | 1818, Parijs, Grand Opéra Garnier            | Victor Joseph Etiennede Jouy en Nicolas Lefebvre                   |
| 1819        | L'Officier enlevé                                 | 1 akte  | 1819, Parijs, Opéra-Comique                  | Alexandre Duval                                                    |

#### Balletten
| Voltooid in | titel                  | aktes   | première                    | libretto | choreografie |
| ----------- | ---------------------- | ------- | --------------------------- | -------- | ------------ |
| 1808        | Alexandre chez Apelles | 2 aktes | 1808, Parijs, Opéra Garnier |          |              |

### Kamermuziek
- Quartette voor fluit, hobo, Engelse hoorn en fagot
- Grand Quartets voor fluit, hobo, Engelse hoorn en fagot
- Quartette voor fluit en strijkers

## Publicaties
- Charles Simon Catel: Traité d'harmonie. Parijs, Imprimerie du Conservatoire, 1802. 71 p. Réédition complétée par Aimé Leborne, Parijs, Brandus, 1848.